# 日光市立湯西川小中学校
日光市立湯西川小中学校（にっこうしりつ ゆにしがわ しょうちゅうがっこう）は、栃木県日光市湯西川にある、公立の小中一貫校。小学校と中学校が併設された学校である。2022年（令和4年）5月現在の児童・生徒数は12人。
学校教育に新聞を取り入れるNIE（Newspaper in Education）を実践しており、中学生が小学生に記事から出題したり、記事を書いた記者に手紙を送ったりする教育実践が行われている。

## 概説
日光市立学校設置条例（平成18年3月20日 日光市条例第89号）上は、日光市立湯西川小学校と日光市立湯西川中学校に分かれているが、日光市立小中学校管理規則（日光市教育委員会規則第13号）で小中一貫校として「日光市立湯西川小中学校」の呼称を定めている。小学校は過小規模校、中学校は小規模校に位置付けられているが、地理的条件・地域コミュニティの拠点性から、当面統合予定はない。
2020年（令和2年）度の小学校は低学年・中学年・高学年の3学級（複式学級）で、中学校は3学級（単式学級）であった。また、同年度の児童数は13人、生徒数は10人、職員数は22人（うち17人は県費職員）であった。2022年（令和4年）度は小学校が2学級5人、中学校が3学級7人で、教職員は14人である。校長は小中兼任であるが、教頭は小中それぞれ着任している。
校地面積は23,866 m2、校舎面積は3,702 m2で、小学校部分が1,970 m2、中学校部分が1,732 m2である。屋内運動場（体育館）は896 m2ある。ハザードマップ上、校地は土砂災害警戒区域に含まれる。

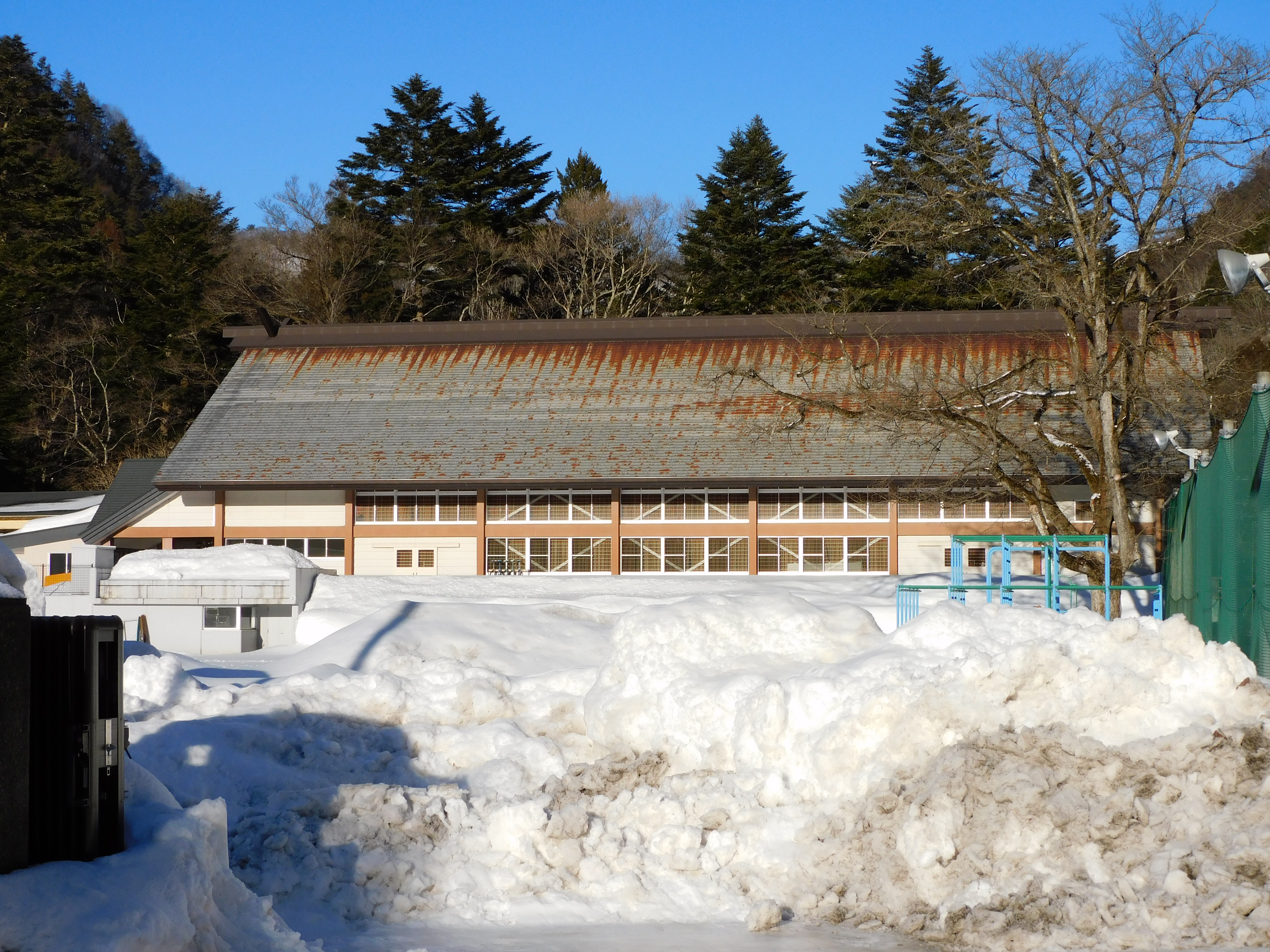
体育館

## 歴史

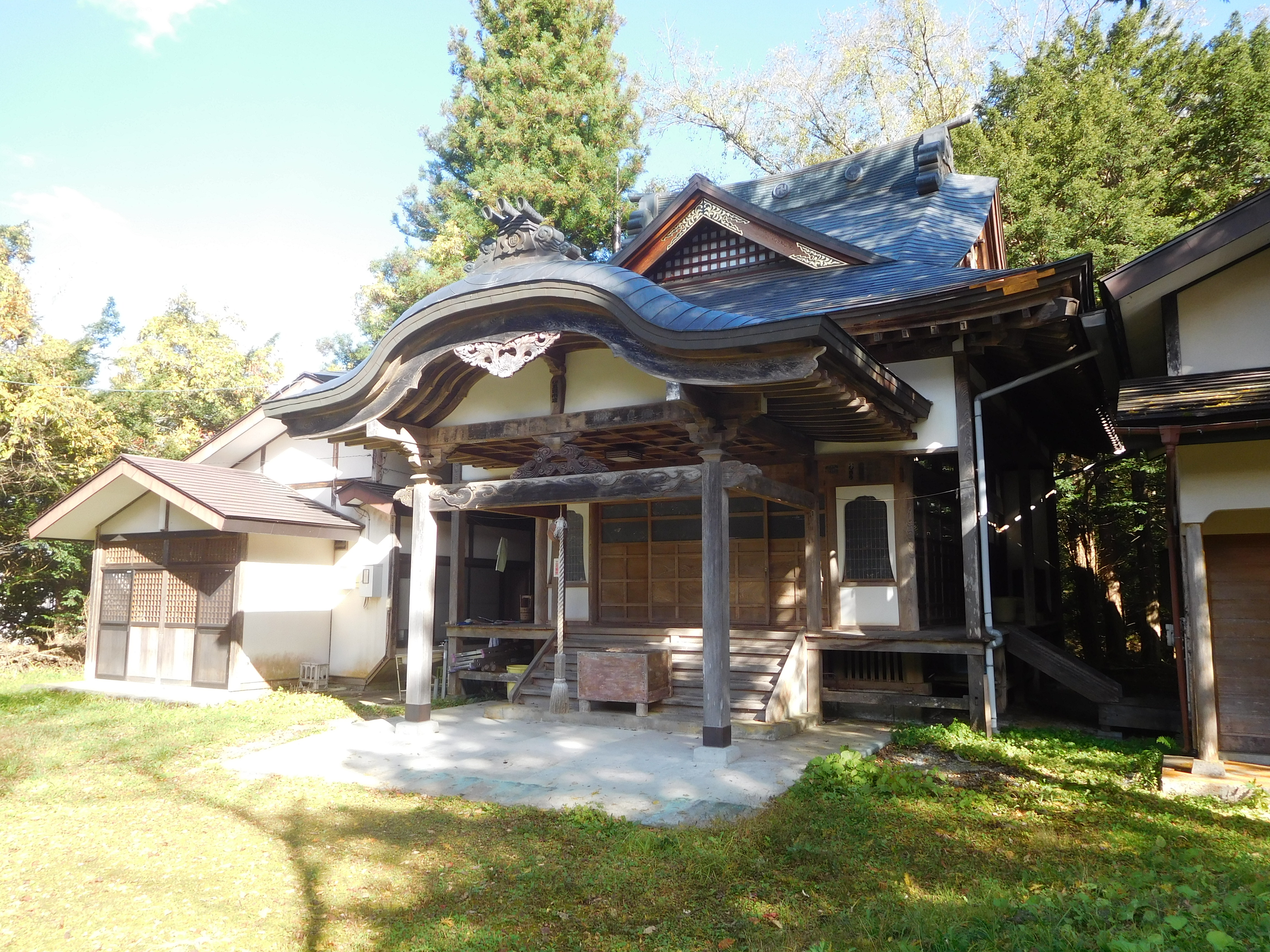
日向学校第一分校の置かれた慈光寺

1875年（明治8年）8月に、慈光寺を仮校舎として開校した「日向学校第一分校」を前身とする。1885年（明治18年）3月に日向小学校湯西川分教場、1892年（明治25年）4月に栗山村立日向尋常小学校湯西川分教場と改称し、1916年（大正5年）7月に校舎を新築した。1924年（大正13年）4月、高等科の設置に伴い、栗山尋常高等小学校湯西川分教場に改称、1941年（昭和16年）4月に栗山国民学校湯西川分教場となった。
1942年（昭和17年）8月、栗山村立湯西川国民学校として独立した学校となり、1947年（昭和22年）4月、栗山村立湯西川小学校に改称した。同月、栗山村立栗山中学校湯西川分校が創立し、湯西川小学校校舎を借用して授業を開始した。1950年（昭和25年）9月に現校地に10教室の新校舎を建設し、1961年（昭和36年）5月に小学校単独の校舎が落成した。一方、栗山中学校湯西川分校は1951年（昭和26年）に栗山村立湯西川中学校として独立し、1957年（昭和32年）11月に中学校単独の校舎へ移転した。1976年（昭和51年）3月、創立百周年記念式典を挙行、同時に小中学校の校歌を制定・発表した。1990年（平成2年）6月5日、東日本初の日本秘境サミットが湯西川で開かれ、開会式を湯西川小学校体育館で行った。1991年（平成3年）4月、旧湯西川保育所の建物を小中学校の第二校舎に転用した。1996年（平成8年）度、NHKの『エコ・キッズ』という番組を授業で視聴した中学2年生8人が、ガーナへ苗木を送るため、アルミ缶を集める活動を展開し、半年で約60 kgを回収した。集めたアルミ缶は小山市のアルミニウム製造業者に売却し、ガーナ大使館に緑化資金として寄付した。
2003年（平成15年）4月、栗山村立西川小中学校を統合した。西川小学校と西川中学校は、もともと湯西川小学校・湯西川中学校の分校から独立した学校であった。2004年（平成16年）、湯西川温泉の旅館の女将らが結成した「語り部の会」が読み聞かせに訪れたのをきっかけに、栗山村の民話を語り継ぐ「民話の会」を児童らが結成した。2005年（平成17年）7月、新校舎の起工式を挙行、翌2006年（平成18年）8月に完成し、2学期より使用を開始した。この間、2006年（平成18年）3月20日の市町村合併により、日光市立湯西川小中学校となる。2007年（平成19年）1月に外構工事を終え、新校舎落成式を挙行した。
2007年（平成19年）度より、日光市の進める英語の小中一貫教育推進事業の実施校に選定され、総合的な学習の時間を利用して、小学1年生から英語教育を導入した。2008年（平成20年）10月8日、体育館で「全国山野草・つみ草料理サミット」を開催し、山野草研究家の篠原準八による基調講演、旅館の女将らによるパネルディスカッション、児童生徒によるつみ草体験の学習発表会が行われた。2009年（平成21年）3月10日に、土木研究所自然共生センターは、湯西川ダム建設のために仲内ダムを廃止したところ、カジカが戻ってきたことを紹介する住民向け報告会を体育館で開催した。2011年（平成23年）11月30日、湯西川ダムの湛水式典が挙行され、児童生徒が「ふるさと」を合唱した。
2023年（令和5年）4月以降は栗山地域（旧・栗山村）唯一の学校となる。

### 児童・生徒数の推移
| 時期      | 児童・生徒数 |
| --------- | ------------ |
| 1998年1月 | 69人         |
| 2002年6月 | 60人         |
| 2015年7月 | 25人         |
| 2016年6月 | 24人         |
| 2019年6月 | 22人         |
| 2020年度  | 22人         |
| 2022年1月 | 18人         |
| 2022年5月 | 12人         |

## 校歌
校歌は作詞を藤田圭雄、作曲を長谷川良夫が手掛けた。3番まであり、各番とも「湯西川 湯西川 みんなの学校」で終わる。1976年（昭和51年）3月の湯西川小学校創立百周年記念式典で初披露された。

## 特色

### NIEの実践
湯西川小中学校は、最寄りの図書館（日光市立藤原図書館）まで30 km離れており、社会科見学で訪問できるところも限られるため、児童生徒が多くの情報に触れられるよう、全国紙をはじめ県外の地方紙や英字新聞を取っている。これらは児童生徒が自由に読めるようにしている。
週1回15分間の「NIEタイム」が設けられている。NIEタイムでは、主に児童生徒が自ら関心を持った記事を切り抜き、感想を書くという活動を行う。また、NIEタイム以外でも授業の中で新聞記事を活用する。
中学生が小学生に新聞記事から出題する取り組みは、中学生が自身で選んだ記事から3問程度出題し、小学生に解いてもらうというものである。中学生は、小学生にも理解できる記事であるかという視点で記事を読むため記事を精読するようになり、小学生は中学生に採点とコメントをもらうことで、中学生との交流を深められるという教育効果がある。
記事を読みながら自分の意見をまとめ、交換し合う授業では、震災遺構を残すかどうか、などの題材が扱われた。この授業には正解も不正解もない。ほかにも投書に対する考えを話し合ったり、記事を書いた記者へ手紙を送ったり、全面広告を複数集めて比較することで広告の作り方を学び、そこで得た知識を利用して地元の魅力を発信する広告を自作したりしている。また、下野新聞社の社員を講師として、報道写真の撮り方と、撮った写真を文章と結び付ける方法を学ぶ授業が行われたことがある。このような実践を通して、遠く離れた場所の出来事を児童生徒が自分事として捉え、視野を広げることに役立っているという。
2019年（令和元年）8月1日から8月2日に宇都宮市文化会館で開かれた第24回NIE全国大会宇都宮大会で湯西川小中学校の実践活動が発表された。2020年（令和2年）に発足した「とちぎNIE研究会」の初代会長には、湯西川小中学校でNIEを実践してきた湯西川小中学校長が就任した。
なお、1990年代から2000年代にかけては、情報通信技術を活用した教育に力を入れていた。旧・栗山村は栃木県の市町村で初めて全小中学校にテレビ会議システムを導入した自治体であり、湯西川小中学校は1996年（平成8年）に導入していた。栗山村が採用したシステムは、NTTフェニックス通信網の運営するPhoenixであり、1999年（平成11年）5月12日に当時村内に9校あった全小中学校に整備され、「栗山村スクールネット」と呼んでいた。また、2002年（平成14年）には、教師がスライドやオーバーヘッドプロジェクタ（OHP）に代えてプレゼンテーションソフトウェアを授業に導入し、児童の興味関心を引こうと工夫していた。プレゼンソフトを導入した教師は6年生の担任で、北関東3県の教諭が情報教育の実践経験を交換し合う「北関東情報教育コミュニティ」の発起人の1人に名を連ね、授業実践を共有していた。なお、6年生の児童は8人で、字を書くのが苦手な児童はパソコンを使った発表を好み、絵を描くのが好きな児童は模造紙を使った発表を好む傾向があり、パソコン派と模造紙派はほぼ拮抗していたという。

### コミュニティの拠点
6月に開催される平家大祭の「平家絵巻行列」では、例年、湯西川小中学校の全児童生徒が武者行列に参加し、湯西川小中学校付近にある湯殿山神社から平家の里まで練り歩く。平家大祭のプログラムの1つとして、湯西川小中学校体育館が歌謡ショーの会場となったことがある。
2月に開催される湯西川温泉かまくら祭（旧・光輝く氷のぼんぼりとかまくら祭）では、平家の里が主会場となるまで、湯西川小中学校前に主会場が設置された。主会場には大きなかまくらとミニかまくらが用意された。児童生徒は、かまくら作りに参加する。

## 通学区域
通学区域は日光市湯西川と西川である。学区内には湯西川ダムの建設に伴って整備された大型の公共施設が多い。湯西川小中学校も水源地域対策特別措置によって整備され、14億8111万円が投じられた。学区は日照時間の短い山間部で、イネが育たないため、ソバ作りが行われていたが、1995年（平成7年）前後に途絶え、2006年（平成18年）より地域学習の一環としてソバ栽培を行っている。スクールバスとして、日産自動車が日光市に無償貸与している電気自動車・e-NV200を利用している。
湯西川小中学校はへき地等級1級で、学区内の人口密度は7人/km2（2010年度）である。教職員のために湯西川教職員住宅が設置されている。
湯西川地区には高等学校や職場がないため、中学校を卒業すると、全員地域外へ出ていき、戻って来る人は少ない。